# Revolución polaca
La Revolución polaca fue una parte importante de la Revolución rusa de 1905 que tuvo lugar en la parte de Polonia integrada en el Imperio ruso y duró hasta 1907 (ver Zarato de Polonia y Krai de Privíslinski). Fue la mayor ola de huelgas y el movimiento emancipador más amplio que Polonia había visto jamás hasta las décadas de 1970 y 1980. Uno de los acontecimientos más importantes de aquella época fue la insurrección de Lodz en junio de 1905. A lo largo de ese período, tuvieron lugar muchas manifestaciones más pequeñas y luchas armadas entre los campesinos y trabajadores por un lado y el gobierno por el otro. Las demandas de los manifestantes incluían la mejora de las condiciones de vida de los trabajadores, así como las libertades políticas, particularmente relacionadas con una mayor autonomía para Polonia. Precisamente en 1905, Polonia estaba al borde de un nuevo levantamiento, revolución o guerra civil.  Algunos historiadores polacos incluso consideran los acontecimientos de ese período como un cuarto levantamiento polaco contra el Imperio ruso. 

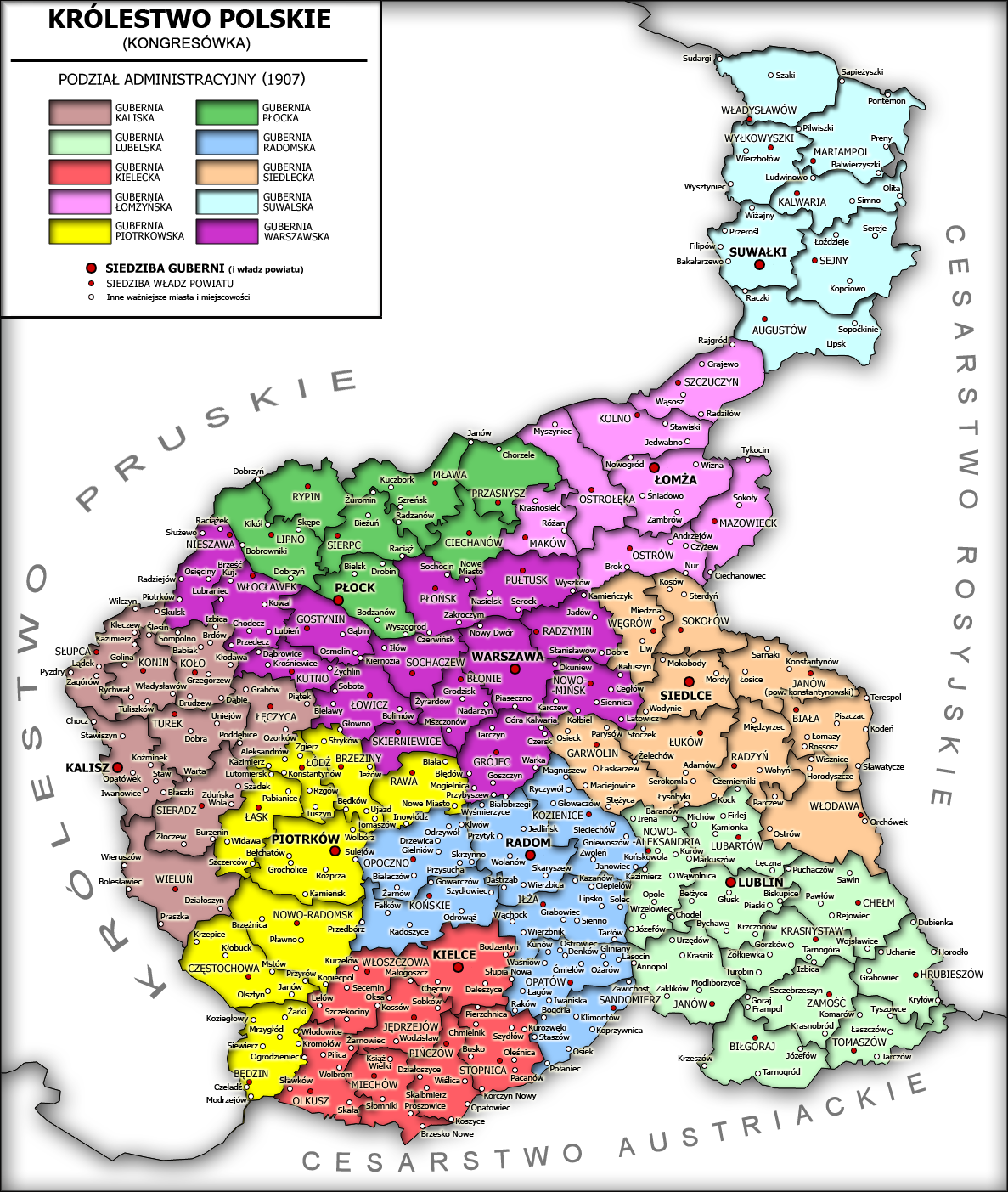
Reino de Polonia y sus divisiones administrativas en 1907.

El empeoramiento de las condiciones económicas (la recesión de 1901-1903) contribuyó a aumentar las tensiones políticas en el Imperio ruso, incluida Polonia; la economía del reino de Polonia también se estaba viendo fuertemente afectada por las secuelas de la guerra ruso-japonesa, a finales de 1904, más de 100.000 trabajadores polacos habían perdido sus puestos de trabajo. Los reclutamientos en el ejército ruso y las políticas de rusificación en curso agravaron aún más a la población polaca. Las noticias y actitudes de la revolución rusa de 1905 se difundieron rápidamente desde San Petersburgo (donde los manifestantes fueron masacrados el 22 de enero) por todo el Imperio ruso y hasta la Polonia controlada por Rusia. Esto fue aprovechado por facciones en Rusia y Polonia que querían cambios más o menos radicales.
Mientras tanto, se enfrentaron dos facciones entre los líderes políticos polacos. El ala del Partido Socialista de Polonia (Polska Partia Socjalistyczna) que era leal a Józef Piłsudski creía que los polacos debían mostrar su determinación de recuperar la independencia mediante protestas activas y violentas contra los rusos.  Esta opinión no fue compartida por el Partido Nacional Democrático de Roman Dmowski ni por el propio ala "izquierda" (o "joven") del PPS.  Los nacionaldemócratas creían que los polacos deberían trabajar junto con las autoridades rusas y aumentar su representación en la Duma (parlamento ruso), mientras que la izquierda del PPS quería trabajar junto con los revolucionarios rusos para derrocar al zar y vio la creación de un la sociedad socialista es más importante que la independencia polaca.

## Revolución
Durante el siglo XIX, Łódź se convirtió en un importante centro industrial polaco. Muy urbanizada e industrializada, fue un bastión del movimiento socialista. El 22 de enero de 1905, los trabajadores de Łódź habían entrado en huelga, y el 31 de enero, la policía zarista informó que los huelguistas llevaban pancartas con los lemas "¡Abajo la autocracia! ¡Abajo la guerra!". De manera similar, en Varsovia, la antigua capital de Polonia y otro importante centro industrial, los levantamientos y manifestaciones eran comunes. Hubo una huelga general en Varsovia el 14 de enero y más de 90 muertes en la ciudad durante los días siguientes.  El 17 de enero, el gobierno ruso declaró que Varsovia estaba bajo estado de sitio.

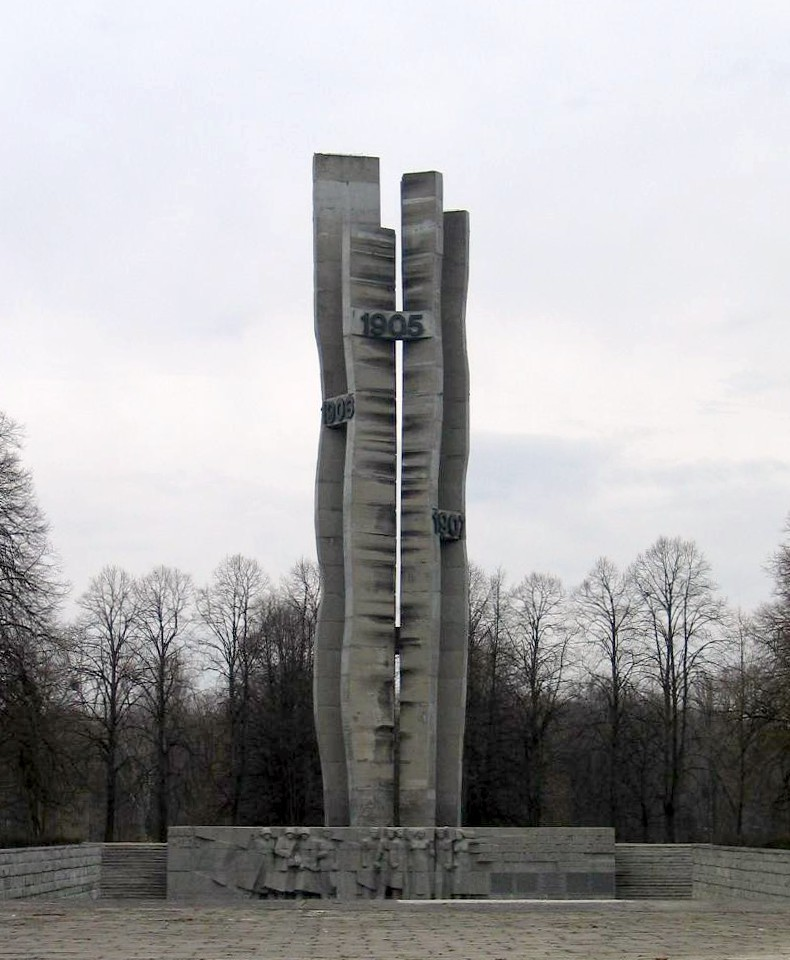
Monumento de Łódź a la insurrección de 1905.

El 28 de enero, el PPS y el reino de Polonia y Lituania convocaron una huelga general. Más de 400.000 trabajadores participaron en huelgas en toda Polonia que duraron cuatro semanas. Eso fue sólo el preludio de una serie aún mayor de huelgas que sacudieron a Polonia durante el próximo año. Entre 1905 y 1906 se produjeron cerca de 7.000 huelgas y otros paros laborales en los que participaron 1,3 millones de polacos. Los manifestantes exigieron mejores condiciones para los trabajadores y más libertad política para los polacos. En febrero, los estudiantes de las universidades polacas se habían sumado a las manifestaciones para protestar contra la rusificación y exigir el derecho a estudiar en polaco. A ellos se unieron alumnos de secundaria e incluso algunos de las escuelas primarias. El gobierno ruso cedió y aceptó algunas concesiones hacia el movimiento nacionalista polaco al eliminar algunas restricciones sobre el uso del polaco en las aulas, sin embargo muchas personas, particularmente los trabajadores, todavía estaban insatisfechos. En algunos lugares de Polonia, las huelgas escolares duraron casi tres años. El 1 de mayo (Día del Trabajo) se produjeron grandes manifestaciones y unas 30 personas recibieron disparos durante una manifestación en Varsovia.  Más tarde ese mes, el orden público se desintegró en Varsovia durante un tiempo durante una campaña espontánea contra los elementos criminales y los colaboradores rusos.

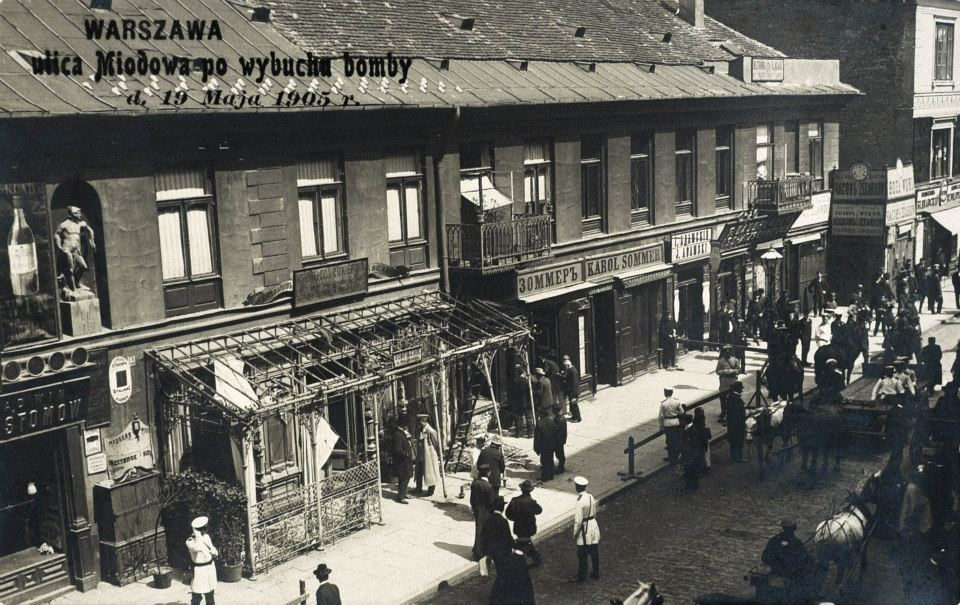
Calle Miodowa en Varsovia, 1906, justo después de la explosión de una bomba PPS.

A mediados de junio de 1905, la policía rusa abrió fuego contra una de las muchas manifestaciones de trabajadores en Łódź. La insurrección resultante de Łódź provocó varios días de combates dentro de las ciudades y más de 2.000 víctimas, incluidas más de 100 muertes entre civiles. A lo largo del año se produjeron varias protestas y huelgas en las principales ciudades polacas bajo control ruso, pero, como escribió el periodista polaco Włodzimierz Kalicki, la insurrección de Łódź fue la más dramática. El gobierno ruso contribuyó al caos al intentar incitar algunos pogromos antijudíos. Otro hecho notable fue el establecimiento de la República de Zagłębie, un pequeño estado socialista polaco centrado en la región de Zagłębie Dąbrowskie que existió de octubre a noviembre de 1905. Un estado socialista similar de la República de Ostrowiec alrededor de la ciudad de Ostrowiec Świętokrzyski existió desde finales de diciembre de 1905 hasta mediados de enero de 1906.

## Consecuencias

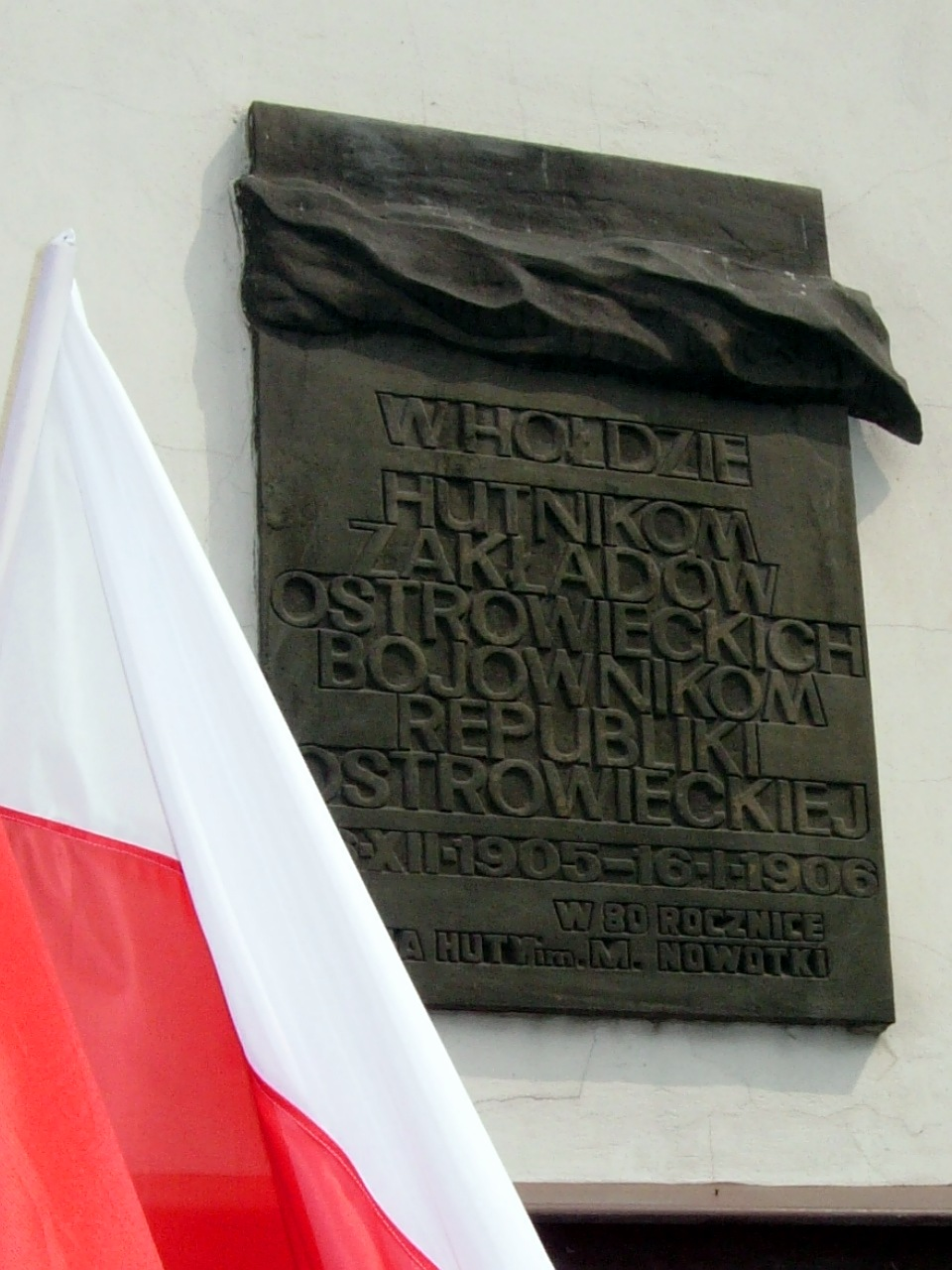
Lápida conmemorativa en Ostrowiec Świętokrzyski de la República de Ostrowiec de 1905-1906.

La mayor parte de los disturbios ocurrieron en 1905, pero hasta 1906-1907 continuaron ocurriendo en Polonia disturbios obreros, manifestaciones y enfrentamientos armados ocasionales.  Las huelgas en Łódź continuaron hasta mediados de 1906, cuando sólo la gran presencia militar rusa y los despidos masivos de trabajadores en huelga de las fábricas pacificaron la ciudad.  Los disturbios en Polonia obligaron a los rusos a mantener allí un ejército de 250.000 a 300.000 soldados, un ejército incluso mayor que el que luchaba contra los japoneses en el este.
La Organización de Combate del Partido Socialista Polaco de Piłsudski, fundada en 1904, contribuyó a cierta escalada de las hostilidades y se volvió más activa en los últimos años. Comenzó su campaña de asesinatos y robos principalmente a partir de 1906, pero se volvió mucho menos activa hacia el final de la década. La facción de Piłsudski quedó temporalmente debilitada y el PPS se dividió; sin embargo, en 1909, la facción de Piłsudski había vuelto a recuperar protagonismo en la escena política clandestina polaca. Piłsudski finalmente logró asegurar la independencia polaca y se convirtió en una figura política importante en la Polonia de entreguerras.
Otra consecuencia fue la evolución del pensamiento y los partidos políticos polacos.  La conciencia nacional había aumentado entre los campesinos polacos. A pesar de no lograr los objetivos más radicales de la revolución, el gobierno ruso aceptó algunas de las demandas, tanto en el ámbito social como en el político, que contrarrestaron los sentimientos derrotistas entre muchos polacos, que aún recordaban la derrota total de los levantamientos anteriores. La rusificación se revirtió parcialmente en la educación en Polonia.

## Galería

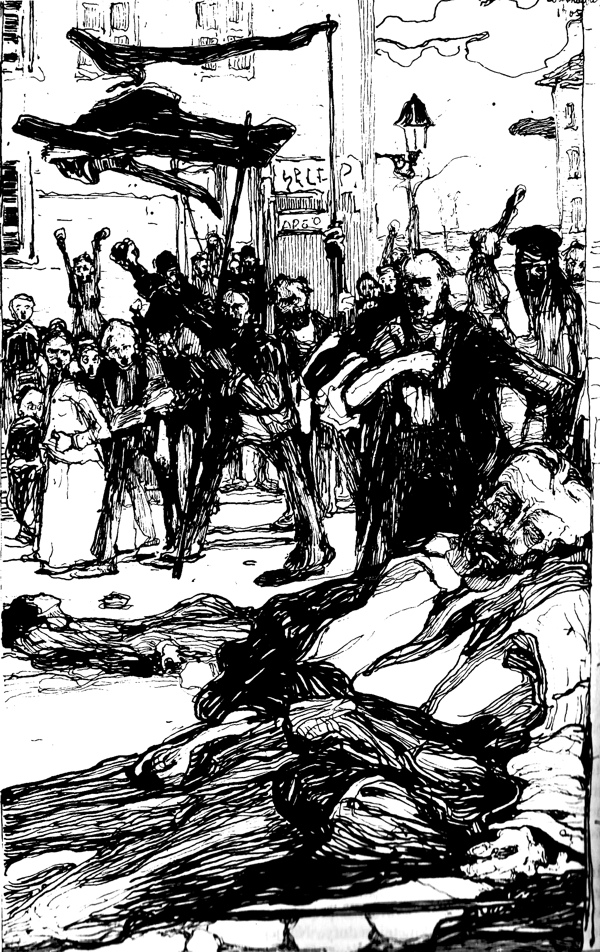
Witold Wojtkiewicz Manifestacja uliczna (Demostración callejera)
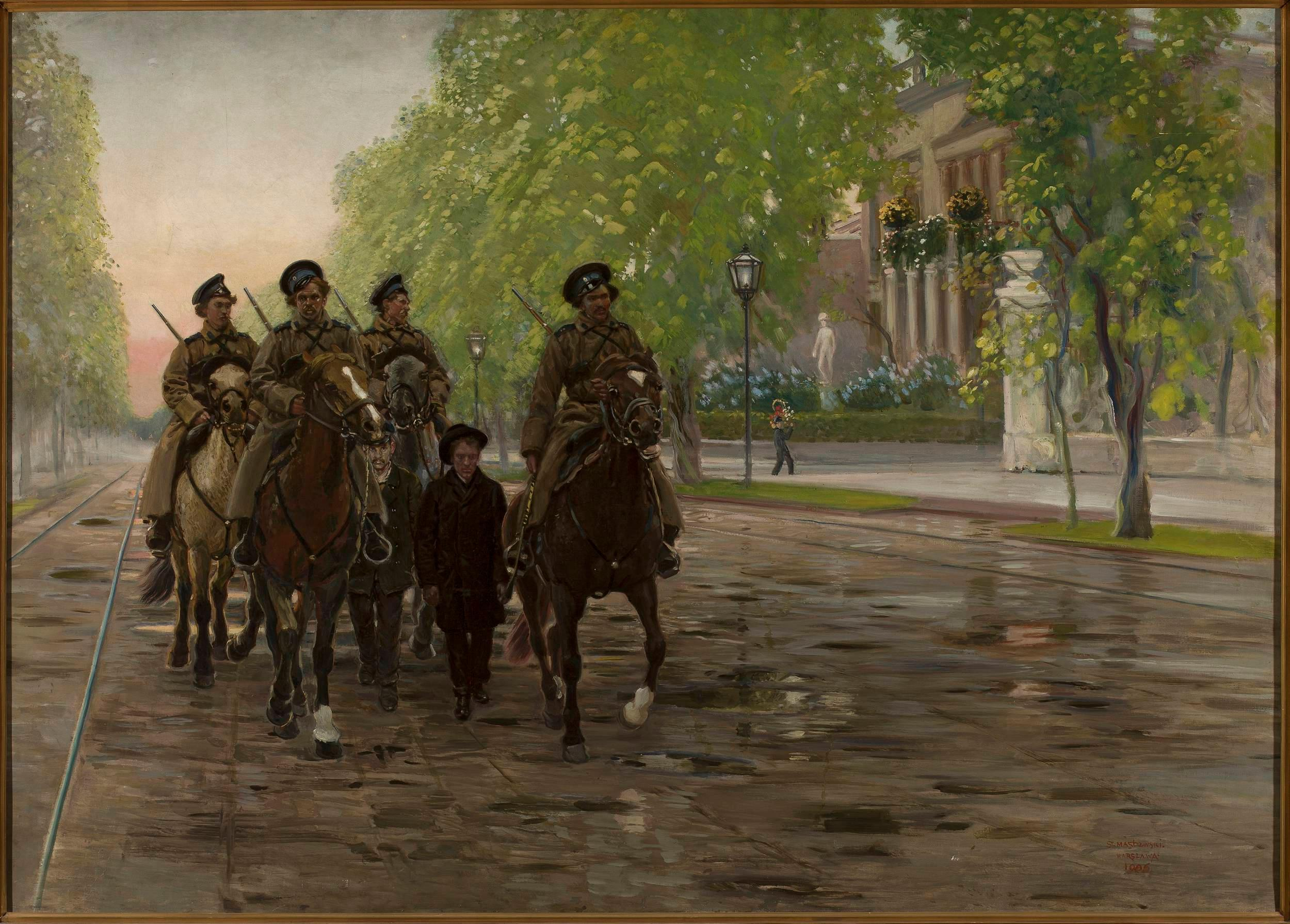
Stanisław Masłowski Wiosna roku 1905 (Privamera del año 1905). Patrulla cosaca escoltando a adolescentes insurrectos.
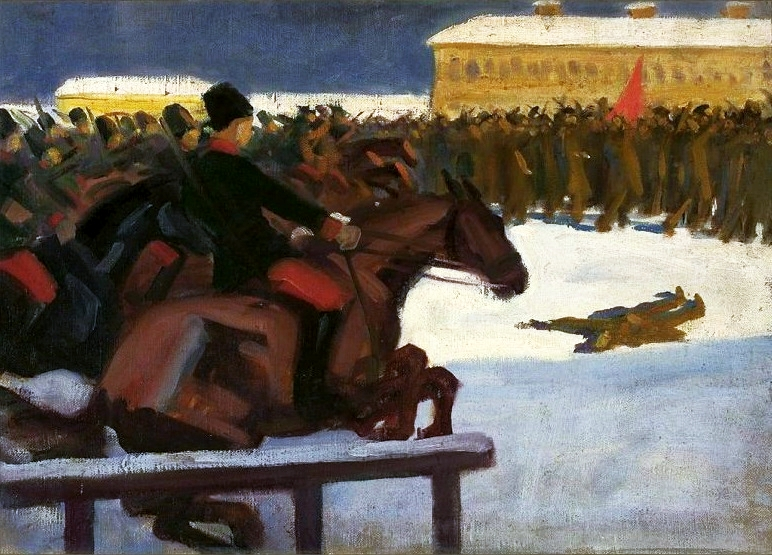
Władysław Skoczylas, Demonstracja uliczna w 1905 (Demostración callejera en 1905)